# 维勒克雷讷
维勒克雷讷（法語：Villecresnes，法語發音：[vilkʁɛn] ⓘ）是法国法蘭西島大區马恩河谷省的一个市镇，属于克雷泰伊区。

## 地理
维勒克雷讷（48°43'17"N, 2°32'3"E）面积5.62 平方千米，位于法国法蘭西島大區马恩河谷省，该省份为法国北部内陆省份，毗邻巴黎。
与维勒克雷讷接壤的市镇（或旧市镇、城区）包括：布瓦西圣莱热、布吕努瓦、耶尔、利梅伊-布雷瓦讷、芒德尔莱罗斯、布里地区马罗勒、桑特尼。

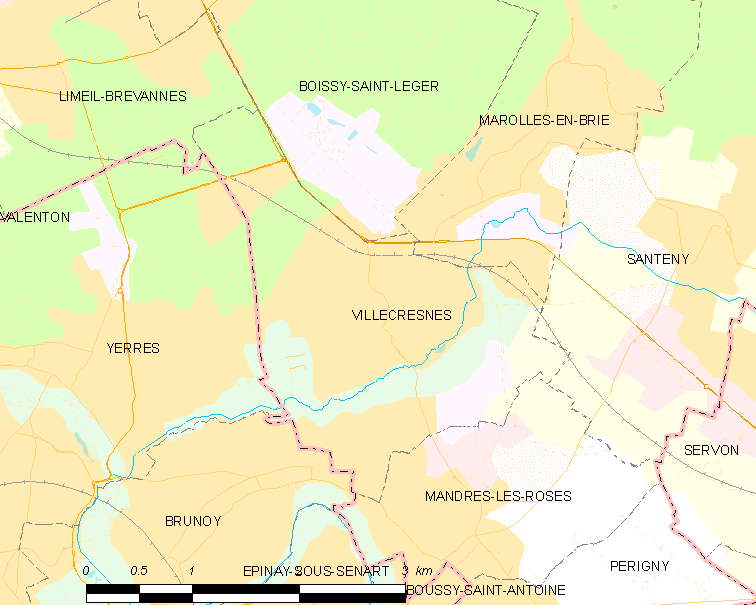
维勒克雷讷的OSM定位图

维勒克雷讷的时区为UTC+01:00、UTC+02:00（夏令时）。

## 行政
维勒克雷讷的邮政编码为94440，INSEE市镇编码为94075。

## 政治
维勒克雷讷所属的省级选区为布里高原县。

## 人口

1962-2008年间维勒克雷讷人口变化图示

维勒克雷讷于2022年1月1日时的人口数量为11650人。